# Kuramihirangi Smith
Kuramihirangi Smith es una deportista neozelandesa que compitió en judo. Ganó dos medallas en el Campeonato de Oceanía de Judo de 2006, plata en la categoría abierta y bronce en –63 kg.

## Palmarés internacional
| Campeonato de Oceanía | Campeonato de Oceanía | Campeonato de Oceanía | Campeonato de Oceanía |
| Año                   | Lugar                 | Medalla               | Categoría             |
| --------------------- | --------------------- | --------------------- | --------------------- |
| 2006                  | Papeete (Francia)     | Medalla de plata      | Abierta               |
| 2006                  | Papeete (Francia)     | Medalla de bronce     | –63 kg                |